# Franco Landri
Franco Landri (Romans d'Isonzo, 25 giugno 1939 – Romans d'Isonzo, 21 giugno 2013) è stato un dirigente sportivo e calciatore italiano, di ruolo difensore.

## Carriera

### Giocatore
Formatosi nelle giovanili del Milan, nelle quali entrò nel 1956, fece il suo esordio da professionista nella stagione 1958-1959 in Serie C come libero e difensore centrale del Forlì. Nel 1959 fu acquistato dal Como nel quale rimase tre anni collezionando 66 presenze e un gol. Nella stagione 1962-1963 passò al Messina dove giocò per quattro anni (di cui due in Serie A e due in Serie B) collezionando 108 presenze e 2 gol, uno segnato in Serie A e l'altro in Serie B. Nel 1966 fu acquistato dal Palermo, dove giocò fino al 1973, anno in cui decise di ritirarsi. Con la squadra siciliana giocò tre stagioni in Serie A (collezionando 76 partite e un gol) e quattro in Serie B (totalizzando 137 presenze con un gol).
Nell'arco della sua carriera ha totalizzato 140 presenze e 2 gol in Serie A, 247 presenze ed una rete in Serie B e 8 presenze in Serie C.

### Dirigente sportivo
Dopo la carriera agonistica intraprese quella di direttore sportivo di Avellino, Atalanta ed Hellas Verona e consulente per la Juventus.

## Palmarès

### Club

#### Competizioni nazionali
- Campionato italiano di Serie B: 2

Messina: 1962-1963
Palermo: 1967-1968